# 隈之城バイパス

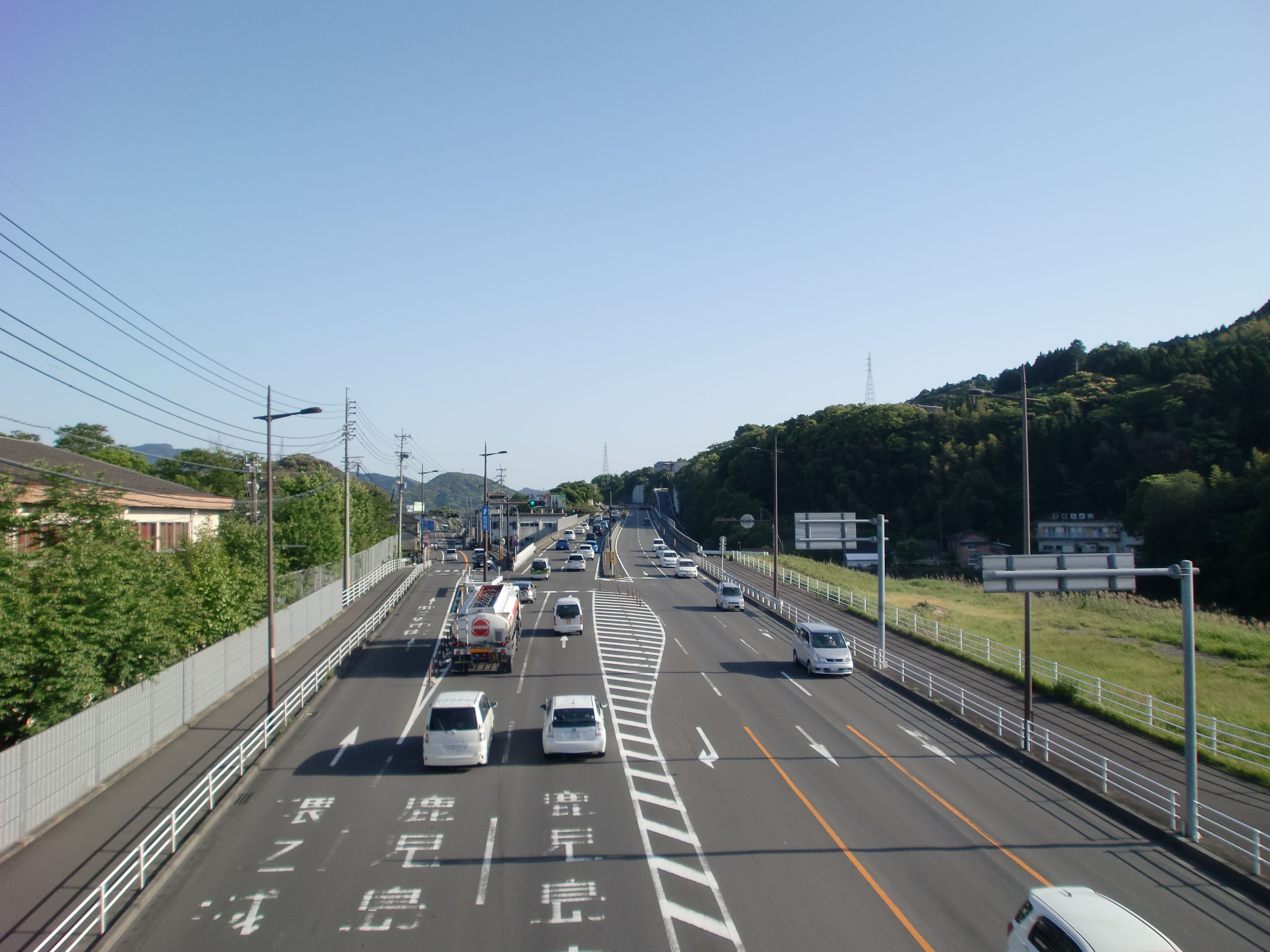
向田町の始点より鹿児島方面を望む

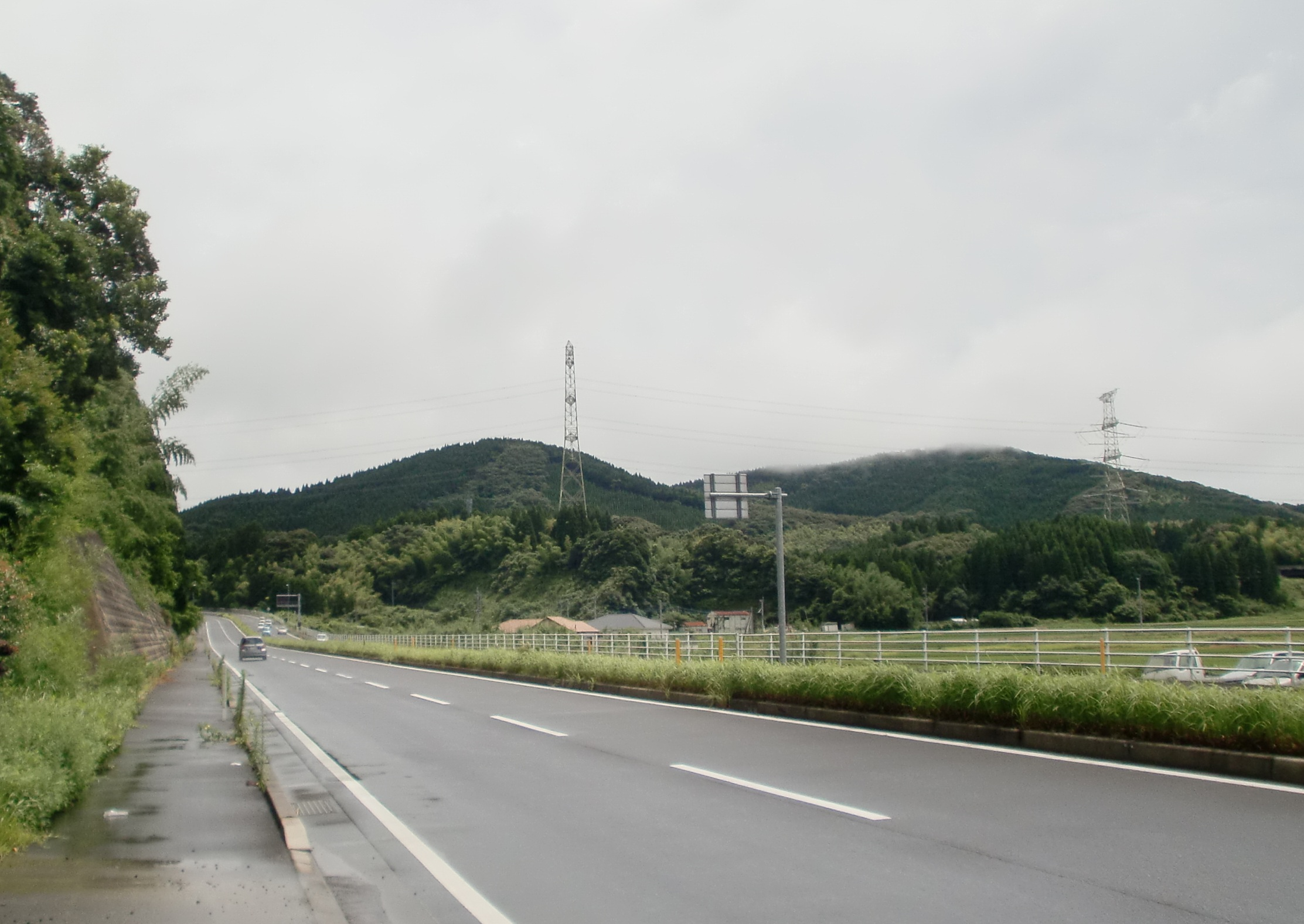
尾白江町より鹿児島方面を望む

隈之城バイパス（くまのじょうバイパス）は鹿児島県薩摩川内市西向田町を起点とし同県薩摩川内市木場茶屋町を終点とする国道3号のバイパス道路である。
隈之城地区の中心部を通る現道部をバイパスする道路として暫定2車線で開通。2007年（平成19年）の薩摩川内都ICの開通に合わせて全線が完成4車線となった。

## 概要
- 距離: 5.8　km[1]
- 起点: 鹿児島県薩摩川内市西向田町（＝川内駅交差点、県道42号分岐）
- 終点: 鹿児島県薩摩川内市木場茶屋町（＝木場茶屋交差点、国道3号分岐）
- 指定区間 : 全線
- 構造規格 : 第3種第1級
- 設計速度 : 60 km/h
- 車線: 完成4車線

## 沿革
- 1972年（昭和47年）：隈之城バイパスとして事業化される[2]。
- 1981年（昭和56年）：川内市中福良町から川内市尾白江町までの区間が暫定二車線で開通する[2]。
- 1982年（昭和57年）
  - 3月：川内市尾白江町から川内市木場茶屋町までの区間が暫定二車線で開通する[2]。
  - 12月：川内市冷水町から川内市隈之城町までの区間が暫定二車線で開通する[2]。
- 1988年（昭和63年）：川内市隈之城町から川内市中福良町までの区間が暫定二車線で開通する[2]。
- 2000年（平成12年）：川内市西向田町から川内市向田町までの現道改良区間が完成四車線となる[2]。
- 2004年（平成16年）3月7日：向田町の川内小学校前から隈之城町までに至る冷水工区（全長800 m）が供用され、隈之城バイパスの全線が供用された[3]。
- 2007年（平成19年）3月3日：南九州西回り自動車道が薩摩川内都ICまで延伸したのと同時に隈之城バイパスの全線が完成四車線となる。

## 交差する道路
| 交差する道路                                       | 交差する場所 | 交差する場所 | 備考                     |
| -------------------------------------------------- | ------------ | ------------ | ------------------------ |
| 国道3号 熊本・阿久根方面                           |              |              |                          |
| 県道42号川内加治木線（空港バイパス）               | 薩摩川内市   | 西向田町     | 川内駅交差点             |
| 薩摩川内市道                                       | 薩摩川内市   | 向田町       | 川内小学校前交差点       |
| 県道313号荒川川内線（旧国道3号）                   | 薩摩川内市   | 向田町       | 隈之城バイパス北口交差点 |
| 薩摩川内市道（旧バイパス道路）                     | 薩摩川内市   | 冷水町       | （一部立体交差）         |
| 薩摩川内市道                                       | 薩摩川内市   | 隈之城町     | 自衛隊入口交差点         |
| 県道313号荒川川内線                                | 薩摩川内市   | 中福良町     | （立体交差）             |
| 薩摩川内市道                                       | 薩摩川内市   | 尾白江町     | 尾白江交差点             |
| 南九州西回り自動車道（薩摩川内都インターチェンジ） | 薩摩川内市   | 都町         | 薩摩川内都IC交差点       |
| 県道320号百次木場茶屋線                            | 薩摩川内市   | 木場茶屋町   | 木場茶屋交差点           |
| 国道3号 鹿児島・いちき串木野方面                   |              |              |                          |

## 路線状況

### 車線・最高速度
| 区間                                | 車線   | 車線   | 最高速度         |
| 区間                                | 上り線 | 下り線 | 最高速度         |
| ----------------------------------- | ------ | ------ | ---------------- |
| 川内駅交差点 - 川内小学校前交差点   | 2      | 2      | 50 km/h （指定） |
| 川内小学校前交差点 - 木場茶屋交差点 | 2      | 2      | 60 km/h （法定） |

### 交通量
2007年3月3日に南九州道が薩摩川内都ICまで延伸した後の2007年5月15日に行われた鹿児島国道事務所の調査によると1日当たり16,100台が通行し、延伸以前の同年2月21日の調査に比べて1,700台/日増加したとされる。

## 地理

### 通過する自治体
- 鹿児島県
  - 薩摩川内市

### 周辺施設
- 薩摩川内市立川内小学校
- 陸上自衛隊川内駐屯地
- 木場茶屋駅
- れいめい中学校・高等学校